# Lebendes Eisen
Lebendes Eisen ist ein Dokumentarfilm des DEFA-Studios für populärwissenschaftliche Filme von Berthold Beißert aus dem Jahr 1955.

## Handlung
Der Film wird eröffnet mit einem Schwenk über eine Wiese mit Bäumen irgendwo im Land, mit dem Hinweis, dass die Natur mit ihren Mustern und Formen immer wieder Anregungen für die Arbeiten der Künstler gab. Als erstes Beispiel wird der Freiberger Dom gezeigt, in dessen Bau viele Element eines Baumes zu entdecken sind. Auch die metallverarbeitenden Künstler bekannten sich zum naturverbundenen Denken beim Schaffen ihrer Werke. So werden schmiedeeiserne Kunstwerke des Freiberger Meisters Gabriel Mehner gezeigt, die noch heute von seiner innigen Verbundenheit mit der Natur zeugen. Jedoch gehörte in früheren Jahren der Besitz dieser Kunst zu den Privilegien einer reichen Minderheit. In fast allen Fällen waren die Schöpfer solcher Kunstwerke einfache, normale Bürger, deren Zunftzeichen bis heute von stolzer Würde und tiefer Liebe zu ihrem Beruf zeugen. Einige der im Barock geschaffenen geschmiedeten Gitter sind noch heute zu bewundern, so auf dem Eliasfriedhof in Dresden. Leider wurden viele dieser Kunstwerke der letzten Jahrhunderte im Zweiten Weltkrieg zerstört.
Viele der zerstörten Werke wurden durch heutige Künstler wieder aufgebaut, so zum Beispiel im ehemaligen Berliner Zeughaus, wo neue Kunst im Geiste der alten Meister geschaffen wurde. Einer der bedeutendsten deutschen Kunstschmiede der heutigen Zeit ist Fritz Kühn, den die Kamera bei seiner Tätigkeit in der Werkstatt beobachtet. Wie die alten Künstler holt auch Fritz Kühn seine Anregungen in der Natur, die er auf Zeichenblättern festhält, die sich dann zur Schmiedevorlage entwickeln. Eine neue Architektur verlangt natürlich auch neue Formen in der Schmiedekunst, denn zum neuen Wohnen gehört auch der Schmuck, den Meisterhände geschaffen haben. Dazu werden in diesem Film mehrere Beispiele in Wohnhäusern und Gaststätten der Berliner Stalinallee sowie dem Haus des Kindes am Strausberger Platz gezeigt.

## Produktion und Veröffentlichung
Für die Dramaturgie war Klaus Schlehufer verantwortlich. Die Erstaufführung des auf Agfa Wolfen unter dem Arbeitstitel Geschmiedetes Eisen gedrehten Farbfilms fand am 16. März 1955 statt. Die erste bekannte Ausstrahlung im Deutschen Fernsehfunk erfolgte am 10. September 1956.